# دونالد إينيس
دونالد إينيس (بالإنجليزية: Donald Innis) هو مخترع ‏ ومهندس معماري أمريكي، ولد في 1931 في أولين في الولايات المتحدة.